# Giovanni di Birkenfeld-Gelnhausen
Giovanni, Conte Palatino di Gelnhausen (Gelnhausen, 24 maggio 1698 – Mannheim, 10 febbraio 1780), fu conte palatino e duca di Birkenfeld-Gelnhausen.

## Biografia
Giovanni era il figlio più giovane del Duca e Conte Palatino Giovanni Carlo di Birkenfeld-Gelnhausen (1638-1704) nato dal suo secondo matrimonio con Esther Maria (1665-1725), una figlia del Barone Giorgio Federico di Witzleben-Elgersburg.
Fu un Feldzeugmeister nell'esercito dell'Elettorato del Palatinato e comandante di tutte le truppe e cavalieri del Palatinato Ordine di Sant'Uberto. Giovanni fu anche un Governatore del Palatino Ducato di Jülich e comandante della fortezza di Jülich. Visse principalmente a Mannheim. Dopo la morte di suo fratello Federico Bernardo nel 1739, gli succedette come Conte Palatino di Birkenfeld-Gelnhausen.

## Matrimonio e figli
Giovanni si sposò nel 1743 a Dhaun con Sofia Carlotta (1719-1770), una figlia del Wild- e Rhinegrave Carlo di Salm-Dhaun. Ebbero i seguenti figli:
- Carlo Giovanni Luigi (1745-1789);
- Luisa (1748-1829);

sposò il Conte Enrico XXX di Reuss-Gera (1727-1802);
- Giovanna Sofia (1751-1752);
- Guglielmo (1752-1837), Duca in Baviera;

sposò nel 1780 la Contessa Palatina Maria Anna di Zweibrücken-Birkenfeld (1753-1824);
- Federica (1753-1753);
- Sofia (1757-1760);
- Cristiano (1760-1761);
- Giovanni (1764-1765).

## Ascendenza
|                                                     |                               |                                        | Genitori                                   |  |  | Nonni |  |  | Bisnonni                                      |  |  | Trisnonni                           |  |
|                                                     |                               |                                        |                                            |  |  |       |  |  | Carlo I del Palatinato-Zweibrücken-Birkenfeld |  |  | Volfango del Palatinato-Zweibrücken |  |
|                                                     |                               |                                        |                                            |  |  |       |  |  | Carlo I del Palatinato-Zweibrücken-Birkenfeld |  |  | Volfango del Palatinato-Zweibrücken |  |
|                                                     |                               | Anna d'Assia                           |                                            |  |  |       |  |  | Carlo I del Palatinato-Zweibrücken-Birkenfeld |  |  |                                     |  |
| Cristiano I del Palatinato-Birkenfeld-Bischweiler   |                               |                                        |                                            |  |  |       |  |  | Carlo I del Palatinato-Zweibrücken-Birkenfeld |  |  |                                     |  |
|                                                     |                               | Dorotea di Brunswick-Lüneburg          | Guglielmo il Giovane di Brunswick-Lüneburg |  |  |       |  |  |                                               |  |  |                                     |  |
|                                                     |                               | Dorotea di Brunswick-Lüneburg          | Guglielmo il Giovane di Brunswick-Lüneburg |  |  |       |  |  |                                               |  |  |                                     |  |
|                                                     |                               | Dorotea di Brunswick-Lüneburg          | Dorotea di Danimarca                       |  |  |       |  |  |                                               |  |  |                                     |  |
| Giovanni Carlo del Palatinato-Birkenfeld-Gelnhausen |                               | Dorotea di Brunswick-Lüneburg          |                                            |  |  |       |  |  |                                               |  |  |                                     |  |
|                                                     |                               | Giovanni II del Palatinato-Zweibrücken | Giovanni I del Palatinato-Zweibrücken      |  |  |       |  |  |                                               |  |  |                                     |  |
|                                                     |                               | Giovanni II del Palatinato-Zweibrücken | Giovanni I del Palatinato-Zweibrücken      |  |  |       |  |  |                                               |  |  |                                     |  |
|                                                     |                               | Giovanni II del Palatinato-Zweibrücken | Maddalena di Jülich-Kleve-Berg             |  |  |       |  |  |                                               |  |  |                                     |  |
| Maddalena Caterina del Palatinato-Zweibrücken       |                               | Giovanni II del Palatinato-Zweibrücken |                                            |  |  |       |  |  |                                               |  |  |                                     |  |
|                                                     |                               | Caterina di Rohan                      | Renato II di Rohan                         |  |  |       |  |  |                                               |  |  |                                     |  |
|                                                     |                               | Caterina di Rohan                      | Renato II di Rohan                         |  |  |       |  |  |                                               |  |  |                                     |  |
|                                                     |                               | Caterina di Rohan                      | Catherine de Parthenay                     |  |  |       |  |  |                                               |  |  |                                     |  |
| Giovanni di Birkenfeld-Gelnhausen                   |                               | Caterina di Rohan                      |                                            |  |  |       |  |  |                                               |  |  |                                     |  |
|                                                     | Erich Friedrich von Witzleben | Johann Wilhelm von Witzleben           |                                            |  |  |       |  |  |                                               |  |  |                                     |  |
|                                                     | Erich Friedrich von Witzleben | Johann Wilhelm von Witzleben           |                                            |  |  |       |  |  |                                               |  |  |                                     |  |
|                                                     | Erich Friedrich von Witzleben | Brigitta von Wangenheim                |                                            |  |  |       |  |  |                                               |  |  |                                     |  |
| Georg Friedrich von Witzleben                       | Erich Friedrich von Witzleben |                                        |                                            |  |  |       |  |  |                                               |  |  |                                     |  |
|                                                     |                               | Anna Agnes von Erffa                   | Georg Friedrich Hartmann von Erffa         |  |  |       |  |  |                                               |  |  |                                     |  |
|                                                     |                               | Anna Agnes von Erffa                   | Georg Friedrich Hartmann von Erffa         |  |  |       |  |  |                                               |  |  |                                     |  |
|                                                     |                               | Anna Agnes von Erffa                   | Sabina von Dölau                           |  |  |       |  |  |                                               |  |  |                                     |  |
| Esther Maria von Witzleben                          |                               | Anna Agnes von Erffa                   |                                            |  |  |       |  |  |                                               |  |  |                                     |  |
|                                                     |                               | Rudolph von Hanstein                   | Caspar von Hanstein                        |  |  |       |  |  |                                               |  |  |                                     |  |
|                                                     |                               | Rudolph von Hanstein                   | Caspar von Hanstein                        |  |  |       |  |  |                                               |  |  |                                     |  |
|                                                     |                               | Rudolph von Hanstein                   | Sibylle von Hanstein                       |  |  |       |  |  |                                               |  |  |                                     |  |
| Maria Magdalena von Hanstein                        |                               | Rudolph von Hanstein                   |                                            |  |  |       |  |  |                                               |  |  |                                     |  |
|                                                     |                               | Maria Sibylla von Bibra                | Bernhard von Bibra                         |  |  |       |  |  |                                               |  |  |                                     |  |
|                                                     |                               | Maria Sibylla von Bibra                | Bernhard von Bibra                         |  |  |       |  |  |                                               |  |  |                                     |  |
|                                                     |                               | Maria Sibylla von Bibra                | Sibylla von Witzleben                      |  |  |       |  |  |                                               |  |  |                                     |  |
|                                                     |                               | Maria Sibylla von Bibra                |                                            |  |  |       |  |  |                                               |  |  |                                     |  |